# Grbasta vodena leća
Grbasta vodena leća (lat. Lemna gibba), vrsta jednosupnice (hidroterofit) iz porodice kozlačevki. Vodena trajnica koja ima jednostavno tijelo poznato kao talus koje slobodno pluta po vodi.
Raširena je po cijeloj Europi (uključujući Hrvatsku), zapadnoj Aziji, dijelovima Afrike i obje Amerike.
- L. gibba
- L. gibba
- L. gibba
- L. gibba
- L. gibba